# 西徐三教庙
西徐三教庙位于山西省临汾市襄汾县南辛店乡西徐村，元统三年（1335年）重修，典型的元代建筑风格，儒、道、佛三教和祀，民国以后改为学校和村委会。现存有戏台、大殿、东西耳殿（东岳殿、关公殿），损毁坍塌严重。2021年8月4日公布为第六批山西省文物保护单位。2022年进行修缮。